# Аввакумова, Анна Максимовна
А́нна Макси́мовна Авваку́мова, в девичестве — И́вшина (род. 1914 — дата и место смерти не известны) — советский политический деятель, депутат Верховного Совета СССР 1-го созыва (1938—1946).

## Биография
Родилась в 1914 году в с. Белые Ключи (сейчас — Ярский район, Удмуртия). По национальности удмуртка.
С 1932 года работала в колхозе. С 1935 года председатель Горбашевского сельсовета Пудемского района. Избиралась членом ЦИК Удмуртской АССР.
Была избрана депутатом Верховного Совета СССР 1-го созыва от Удмуртской АССР в Совет Национальностей в результате выборов 12 декабря 1937 года.
В 1938 году была заместителем наркома социального обеспечения Удмуртской АССР.